# 李克忠
李克忠（1918年2月—1985年10月25日），河北省定县人，中华人民共和国少将。

## 生平
1938年加入中国共产党，1937年参加八路军。抗日战争时期，任冀中人民抗日自卫军第四团宣传员、连政治指导员，冀中军区第三纵队警备旅二团营政治教导员，第六军分区警备旅一团总支书记、团政治处主任，第三十一区队政治委员，第三纵队三十二团政治委员。
第二次国共内战时期，任第十九兵团六十二军一八八师政治部主任。中华人民共和国成立后，任第十九兵团师政治委员，中国人民志愿军师政治委员，中国人民解放军军政治部主任，军副政治委员，北京军区炮兵政治委员，军区后勤部政治委员，昆明军区副政治委员。一九六四年晋升为少将军衔。是第四、五届全国人民代表大会代表。
1985年10月25日，因病于北京逝世。

## 延伸阅读
[在维基数据编辑]